# 王鼎爵
王鼎爵（1536年—1585年），字家馭，號和石，直隸太倉州人，明朝政治人物。内阁首辅王锡爵之弟。隆慶戊辰進士，萬曆間官至河南副使。

## 生平
嘉靖四十三年（1564年）甲子科應天鄉試第一百二十九名舉人。隆慶二年（1568年）戊辰科會試第五名，登二甲第九名進士。初官刑部主事，六年遷禮部精膳司主事。升儀制司員外郎、主客司郎中。因兄王錫爵升任礼部侍郎，兄弟不能在同署當官，乃改任南京吏部验封司郎中。
張居正執政時，萬曆八年（1580年），王鼎爵升任河南提学副使，當時張居正試圖拉攏王鼎爵，以打擊王锡爵，鼎爵不願背叛兄長，怒而辞官回乡，一時傳為佳話。

## 家族
曾祖父王銑；祖父王湧；父王夢祥，序班，封翰林院編修。母吳氏（封孺人）。具庆下。兄王錫爵。